# Lara Croft – Tomb Raider: Kolébka života
Lara Croft – Tomb Raider: Kolébka života je film z roku 2003. Je to pokračovaní filmu Lara Croft – Tomb Raider z roku 2001. Režie se tentokrát ujal Jan de Bont, v hlavní roli archeoložky Lary Croft se opět představila Angelina Jolie. Film zaznamenal spíše negativní kritiky, ale proti jeho předchůdci bylo oceňováno lepší ztvárnění akčních sekvencí a opět byl chválen výkon Angeliny Jolie v hlavní roli. Přes příznivější kritiky film vydělal méně než jeho předchůdce, celosvětové tržby činily 156,5 miliónu dolarů.

## Děj
Zemětřesení na ostrově Santorini v Řecku odkryje u pobřeží Chrám Luny, kam podle legend Alexander Veliký úkryl své nejcennější poklady. Událost přiláká pozornost lovců pokladů z celého světa, včetně Lary Croft. Lara je na místě jako první a v potopeném chrámu objeví svítící kouli porytou záhadnými symboly. Vzápětí je přepadena neznámými ozbrojenci. Lara jim unikne, ale o kouli přijde.
Laře zůstanou jen fotografie, na kterých je část symbolů z koule. Podle nich určí, že jde o jakousi "mapu cesty k pokladu".
Bohužel ofocená část symbolů nepostačuje k rozluštění celé hádanky. Dá se tedy se svými pomocníky Hillarym a Brycem do studia dokumentů o řecké historii. O několik dní později Laru navštíví dvojice agentů MI6 a díky informacím, které přinesou, Lara konečně pochopí, co je ve hře. Koule, kterou Alexander Veliký získal v Indii, ukazuje cestu k bájné Pandořině skříňce, která je podle legend původcem všeho zla a nemocí. Skříňka se nachází na neznámém místě, které je popisováno jako "Kolébka života". Pokud by se skříňka dostala do nesprávných rukou, mohlo by to mít pro svět katastrofální následky.
Nebezpečí je zcela reálné, protože o Skříňku se zajímá bezcharakterní vědec a bioterorista Jonathan Reiss (Ciarán Hinds). Plánuje vypustit obsah Skříňky na lidstvo, což by velmi pravděpodobně vyhubilo valnou část světové populace s výjimkou těch, kteří by si od Reisse za velké peníze koupili jím vyvíjený protijed. Lara tedy musí kouli rychle získat zpět.
Kouli má momentálně v držení Chen Lo (Simon Yam), šéf čínského zločineckého syndikátu. Lara si od MI6 vyžádá propuštění svého bývalého přítele Terryho Sheridana (Gerard Butler), který je vězněn v Kazachstánu. Ten se s Chen Loem setkal a ví, kde ho najít. Lara s Terrym vyhledají sídlo gangu v čínských horách, jsou krátce zajati, ale podaří se jim bandity přemoci a uniknout. Lara přitom vůdci banditů sebere medailón, který je klíčem k rozluštění symbolů na kouli. Na medailónu je vyobrazena žena s flétnou a vlnící se linie. Lara pochopí, že jde o zvukové vlny a pošle fotografie medailónu Bryceovi. Počítačový expert má odhalit správné tóny. Koule ale v horském útočišti banditů nebyla, nachází se v Šanghaji, kam zamíří i Lara s Terrym. Tam dojde ke střetu s Reissem, který se koule zmocní. Laře se ale podaří na schránku s koulí připevnit štěnici s vysílačem GPS.
Signál zavede Laru do centra Hongkongu. Zde si ve zdánlivě prázdném zázemí jednoho obchodního střediska Reiss vybudoval tajnou laboratoř. Počítače zde právě dokončují dešifrování symbolů z koule. Lara se s Terryho pomocí koule zmocní a oba uniknou pronásledovatelům, když za pomoci padáků seskočí z výškové budovy na čekající loď. Zde Lara svého partnera svede, místo milování jej však připoutá k posteli. Lara Terrymu totiž nedůvěřuje a proto jej i s koulí opustí.
Lara se spojí s Brycem, který mezitím objevil potřebné tóny. Po jejich přehrání se koule rozzáří a nad ní se zobrazí virtuální mapa, na které Lara pozná Kilimandžáro. Mapa ukazuje na místo v blízkosti hory, kde se nachází tajemná "Kolébka života". Co Lara netuší je, že Reissovi muži obsadili její sídlo a rozhovor odposlechli.
Lara se tedy vydá do Keni, kde na ní čeká domorodý přítel Kosa (Djimon Honsou). Ten jí zavede k domorodému kmeni, kde se dozví, že cesta k místu, kde se má nalézat Pandořina skříňka, je velmi nebezpečná. Na člověka prý číhá smrt. Ještě se odtamtud nikdo živý nevrátil. Lara, Kosa a skupina domorodců se chystají na cestu, když dorazí Reiss a jeho žoldáci v čele se Seanem (Til Schweiger). Vypukne přestřelka, Lara je nucena se kvůli záchraně domorodců vzdát. Všichni se poté vydávají do Údolí stínů, kde řádí přízračná monstra, takzvaní "stínoví strážci", kteří zlikvidují část Reissových mužů. Lara s pomocí koule otevře vstup do Kolébky života, kde s Reissem najdou Pandořinu skříňku plavat v jezírku "černých slz", vysoce žíravé kapalině. Následuje nelítostný souboj, který Lara vyhraje - Reiss končí v žíravině. Mezitím se objeví Terry a vyloví Skříňku. Zdá se, že mezi ním a Larou dojde k usmíření. Terry má ovšem v plánu odejít i se Skříňkou, což Lara, která si uvědomuje, jaké utrpení by Skříňka lidstvu přinesla, nemůže dopustit. Nezbývá jí než Terryho zastřelit. Pak potopí Skříňku do jezírka, čímž je nebezpečí odvráceno.

## Obsazení
| Angelina Jolie | Lara Croft     |
| Gerard Butler  | Terry Sheridan |
| Ciarán Hinds   | Jonathan Reiss |
| Til Schweiger  | Sean           |
| Noah Taylor    | Bryce          |
| Chris Barrie   | Hillary        |
| Djimon Honsou  | Kosa           |
| Simon Yam      | Chen Lo        |